# Madary Ilona
Madary Ilona (Budapest, 1916. június 23. – 2003. június 11.) magyar olimpikon tornász.

## Pályafutása
A Modell Divatiskola keretében működő Dobó Katalin Sportkörből átigazolva a Nemzeti Torna Egylet (NTE) versenyzője lett.
Az 1936. évi nyári olimpiai játékokon torna, összetett csapat versenyszámban (Csillik Margit, Kalocsai Margit, Madary Ilona, Mészáros Gabriella, Nagy Margit (Sándorné), Tóth Judit (Gamauf Gyuláné), Törös Olga, Voit Eszter) a 3. helyen végzett.